# (34122) 2000 PQ29
2000 PQ29 (asteroide 34122) é um asteroide da cintura principal. Possui uma excentricidade de 0.20469310 e uma inclinação de 10.13179º.
Este asteroide foi descoberto no dia 1 de agosto de 2000 por LINEAR em Socorro.